# Chivor (kommun)
Chivor är en kommun i Colombia.   Den ligger i departementet Boyacá, i den centrala delen av landet, 80 km öster om huvudstaden Bogotá. Antalet invånare är 2 232.